# 长颈圣母
《长颈圣母》（義大利語：Madonna dal collo lungo）又称《圣母子与天使和圣杰罗姆》，是意大利画家帕尔米贾尼诺于1535-1540年间在意大利创作的一幅风格主义油画，描绘了圣母子与天使的形象，自1948年起一直在乌菲兹美术馆展出。帕尔米家尼诺在1534年受委托为意大利帕尔马的弗朗切斯科·塔利亚费里墓葬教堂创作这幅作品，但直到他在1540年去世时仍未完成。托斯卡纳大亲王斐迪南·德美第奇在1698年买下了这幅画。

## 画面描述
圣母玛利亚身着华丽长袍坐在高高的基座上，膝上抱着体形很大的婴儿耶稣。六位天使聚集在圣母玛利亚的右侧，崇拜着圣婴。画作的右下角是一幅神秘的场景，有一排大理石柱和身形瘦弱的圣杰罗姆。由于圣杰罗姆与对圣母的崇拜有关，因此委托人要求绘制出他。
这幅画被普遍称为《长颈圣母》，是因为“画家为了使圣母看起来雍容华贵，特意将她的脖子画得像天鹅一样。”就这一不同寻常的做法，英国艺术史学家贡布里希写道：
他没有将人物均匀排列在圣母玛利亚的两侧，而是将天使们挤在一个狭窄的角落里，另一侧留出很大的空间，以展示高大的先知身影。由于距离太远，先知的身影被缩小到几乎没有圣母玛利亚的膝盖高。毫无疑问，如果这是疯狂的话也是遵循着一定技巧的。画家想要打破常规。他想表明，古典的完美和谐并非唯一可行的解决方案……帕米贾尼诺和他同时代的所有艺术家，都刻意寻求创造新的、意想不到的东西，甚至不惜牺牲大师们所确立的“自然”美，他们或许是第一批“现代”艺术家。
帕米贾尼诺为了自己的艺术目的而扭曲自然。圣母呈现出典型风格主义的蛇形扭曲的造型。对于一个婴儿来说，耶稣的体型也非常大，他摇摇晃晃地躺在玛丽的腿上，好像随时都会摔倒。圣母玛利亚呈现出的比例与真人相去甚远，她几乎是她右边天使的两倍大小。她的右脚放在看起来离画面只有几英寸远的垫子上，但看起来却像是伸出了画面之外，位于以画布为分隔，更靠向观众这一侧，打破了带框画的惯例。巴勒莫大学的医学家维托·佛朗哥指出，圣母纤细的手和修长的手指表明帕米贾尼诺参考的模特患有影响其结缔组织的遗传性疾病马凡氏综合症。